# Campionat britànic de trial 1959
La temporada de 1959 del Campionat britànic de trial fou la 10a edició d'aquest campionat, organitzat per l'ACU. El calendari oficial constava de 21 proves puntuables.

## Classificació final
| Posició | Pilot           | Motocicleta   | Punts |
| ------- | --------------- | ------------- | ----- |
| 1       | Sammy Miller    | Ariel         | 84    |
| 2       | Gordon Jackson  | AJS           | 73    |
| 3       | Roy Peplow      | Triumph       | 71    |
| 4       | Eric Adcock     | Dot           | 65    |
| 5       | Jeff Smith      | BSA           | 60    |
| 6       | Artie Ratcliffe | Triumph       | 48    |
| 7       | John Brittain   | Royal Enfield | 47    |
| 8       | John Giles      | Triumph?      | 31    |
| 9       | John Draper     | BSA           | 28    |
| 10      | Gordon Blakeway | Ariel         | 25    |